# Ischnus alternator
Ischnus alternator là một loài tò vò trong họ Ichneumonidae.